# Prize Winners
Prize Winners (Vencedores do prêmio) é um curta-metragem mudo norte-americano de 1916, do gênero comédia, com o ator cômico Oliver Hardy e Kate Price.

## Elenco
- Oliver Hardy - Babe (como Babe Hardy)
- Kate Price - Lady Kate
- Billy Ruge - Billy